# فرعون: عصر جديد
فرعون: عصر جديد هي لعبة فيديو لبناء المدن صممتها شركة تريسكل إنتراكتيف ونشرتها شركة دوتمو. وهي عبارة عن إعادة إنتاج للعبة فرعون (1999).

## طريقة اللعب
يقوم اللاعبون ببناء مدينة في مصر القديمة. وباعتبارها نسخة جديدة، تتبع اللعبة النسخة الأصلية عن كثب. يتم تحديث الرسومات، ويمكن للاعبين تكبير الصورة لمشاهدتها عن قرب. عادةً، يذهب المجندون من منزل إلى منزل بحثًا عن أشخاص عاطلين عن العمل لتعيينهم في وظائف. يمكن للعبة تجاوز المجندين بشكل اختياري وتجنيد العمال من مجموعة عالمية، تتبع اللعبة أيضًا موسم فيضان النيل.

## تطوير
بعد أن عرضت شركة تريسكل إنتراكتيف لعبة بناء مدينة على دوتمو، سألهم دوتمو عما إذا كانوا مهتمين بإعادة صنع لعبة بناء مدينة أخرى بدلاً من ذلك. اختارت تريسكل لعبة فرعون، وقام دوتمو بترخيصها من أكتيفجن.  أصدرت درتمو لعبة فرعون: عصر جديد في 15 فبراير 2023.